# Ronde van Frankrijk 2020/Zestiende etappe
De zestiende etappe van de Ronde van Frankrijk 2020 werd verreden op 15 september met start in La Tour-du-Pin en finish in Villard-de-Lans. 
| La Tour-du-Pin – Villard-de-Lans (164,0 km) |                       |                          |          |
| Plaats                                      | Naam                  | Ploeg                    | Tijd     |
| 1                                           | Lennard Kämna         | BORA-hansgrohe           | 4u12'52" |
| 2                                           | Richard Carapaz       | Team INEOS Grenadiers    | + 1'27"  |
| 3                                           | Sébastien Reichenbach | Groupama-FDJ             | + 1'56"  |
| 4                                           | Pavel Sivakov         | Team INEOS Grenadiers    | + 2'34"  |
| 5                                           | Simon Geschke         | CCC Team                 | + 2'35"  |
| 6                                           | Warren Barguil        | Arkéa Samsic             | + 2'37"  |
| 7                                           | Tiesj Benoot          | Team Sunweb              | + 2'41"  |
| 8                                           | Nicolas Roche         | Team Sunweb              | + 2'47"  |
| 9                                           | Quentin Pacher        | B&B Hotels-Vital Concept | + 2'51"  |
| 10                                          | Julian Alaphilippe    | Deceuninck–Quick-Step    | + 2'54"  |
|                                             |                       |                          |          |
| 30                                          | Tom Dumoulin          | Team Jumbo-Visma         | + 16'55" |

| Algemeen klassement |                    |                    |            |
| Plaats              | Naam               | Ploeg              | Tijd       |
| Gele trui           | Primož Roglič      | Team Jumbo-Visma   | 70u06'48"  |
| 2                   | Tadej Pogačar      | UAE Team Emirates  | + 40"      |
| 3                   | Rigoberto Urán     | EF Education First | + 1'34     |
| 4                   | Miguel Ángel López | Astana Pro Team    | + 1'45"    |
| 5                   | Adam Yates         | Mitchelton-Scott   | + 2'03"    |
| 6                   | Richie Porte       | Trek-Segafredo     | + 2'13"    |
| 7                   | Mikel Landa        | Bahrain McLaren    | + 2'16"    |
| 8                   | Enric Mas          | Movistar Team      | + 3'15"    |
| 9                   | Tom Dumoulin       | Team Jumbo-Visma   | + 5'19"    |
| 10                  | Nairo Quintana     | Arkéa Samsic       | + 5'43"    |
|                     |                    |                    |            |
| 26                  | Wout van Aert      | Team Jumbo-Visma   | + 1u12'47" |

## Opgaven
- Jérôme Cousin (Total Direct Energie); buiten tijd gefinisht en moest de Tour verlaten
- David Gaudu (Groupama-FDJ); afgestapt tijdens de etappe

1e etappe ·
2e etappe ·
3e etappe ·
4e etappe ·
5e etappe ·
6e etappe ·
7e etappe ·
8e etappe ·
9e etappe ·
10e etappe ·
11e etappe ·
12e etappe ·
13e etappe ·
14e etappe ·
15e etappe ·
16e etappe ·
17e etappe ·
18e etappe ·
19e etappe ·
20e etappe ·
21e etappe
Startlijst · Eindstanden · Afbeeldingen